# Marcos Aurelio Di Paulo
Marcos Aurelio Di Paulo, conegut com a Marcos Aurelio, (Dolores, Buenos Aires, 27 de setembre de 1920 – León, estat de Guanajuato, 28 de setembre de 1996) fou un futbolista argentí de les dècades de 1940 i 1950.

## Trajectòria
Jugava d'interior dret. Tenia una cama més petita que l'altra pel que caminava coixejant. Per aquest motiu fou conegut amb el sobrenom de pato (ànec).
Amb 15 anys debutà a Chacarita Juniors. Més tard fou fitxat ple Club Atlético Vélez Sarsfield. L'any 1944 marxà amb altres companys argentins a la nova lliga professional mexicana. Fitxà pel Club León on guanyà el campionat mexicà la temporada 1947-48. Durant la temporada 1948-49 arribà una oferta del FC Barcelona, que acceptà, marxant per tant, a terres catalanes. Jugà tres temporades al Barça i és recordat per marcar el gol número mil del club a la lliga, el 22 d'octubre de 1950 davant la UE Lleida.
Retornà al Club León l'any 1951, on es retirà del futbol professional finalitzada la temporada 1956-57, guanyant dos nous campionats mexicans. Encara jugà com a semi professional als clubs Santos de León i San Sebastián.

## Palmarès
- Lliga mexicana de futbol:
  - 1947-48, 1951-52, 1955-56
- Lliga espanyola:
  - 1948-49
- Copa Llatina:
  - 1948-49
- Copa Eva Duarte:
  - 1948-49
- Copa espanyola:
  - 1950-51